# سيزار فالفيردي
سيزار فالفيردي (بالإسبانية: César Valverde)‏ هو لاعب كرة قدم كولومبي، ولد في 23 أغسطس 1951. شارك مع منتخب كولومبيا لكرة القدم. أما مع النوادي، فقد لعب مع ديبورتيفو بيريرا وديبورتيفو كالي.

## وصلات خارجية
- سيزار فالفيردي على موقع قاعدة بيانات كرة القدم.إي يو (الإنجليزية)
- سيزار فالفيردي على موقع ناشيونال فوتبول تيمز (الإنجليزية)